# Antolhos

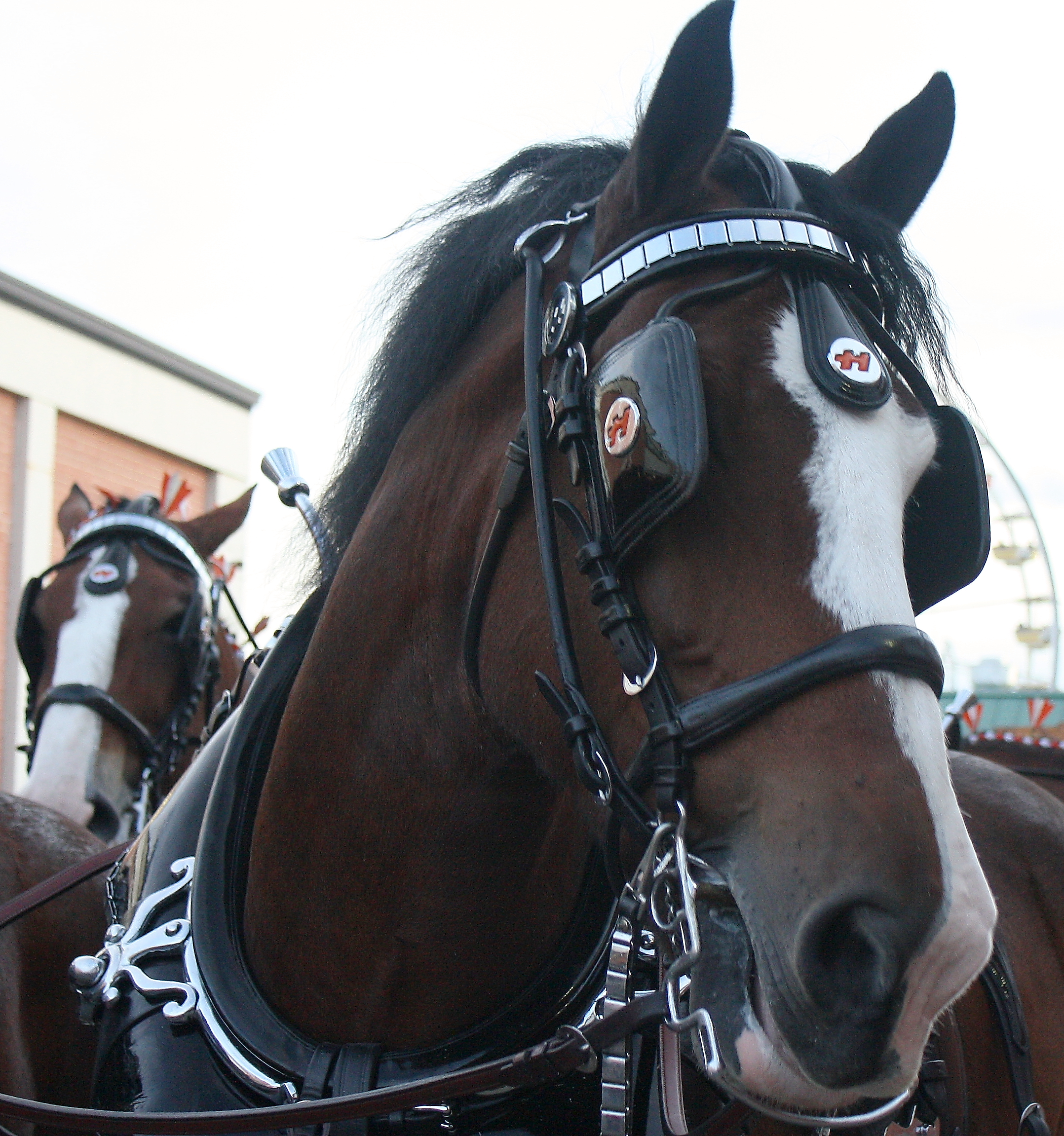

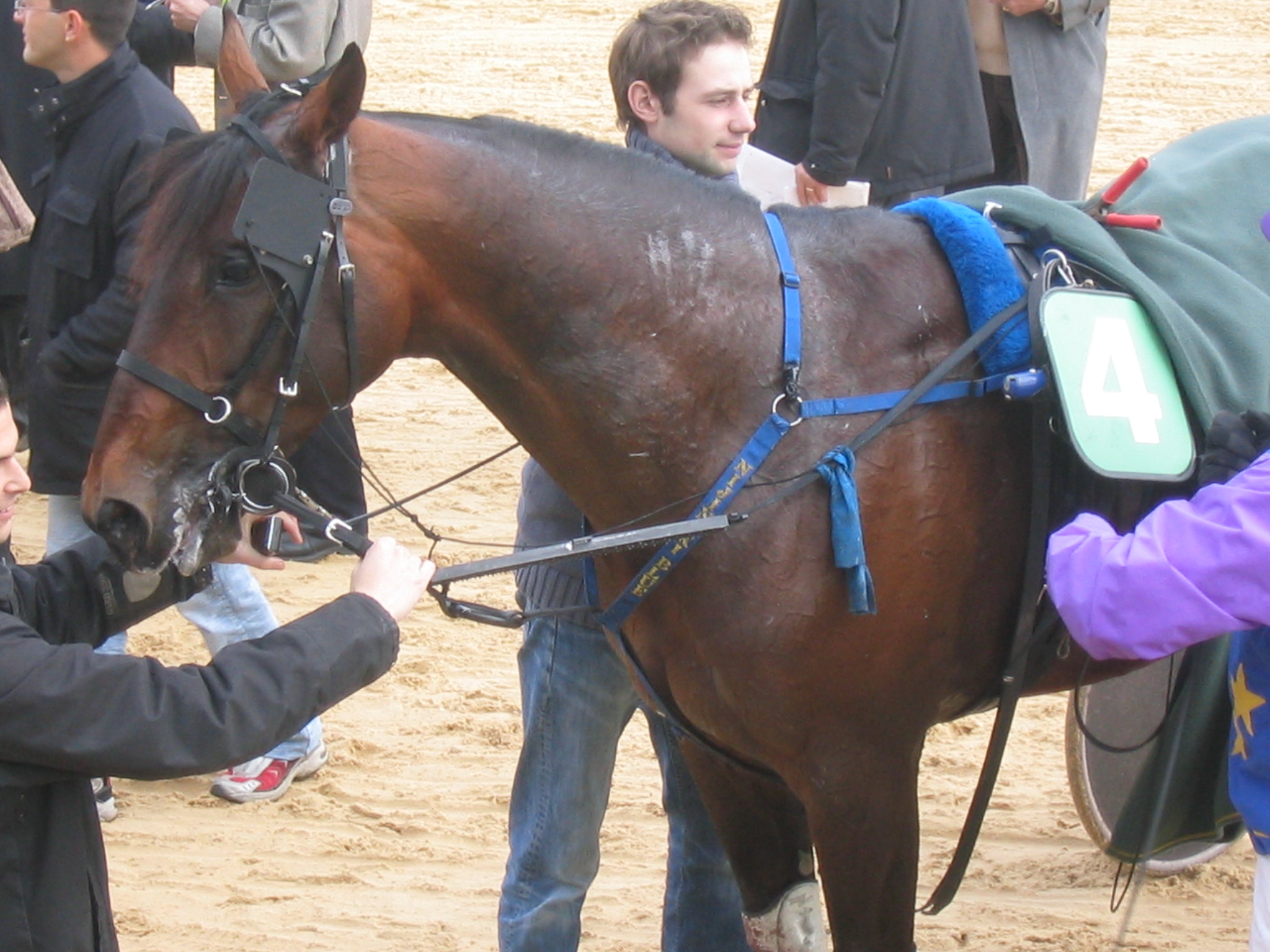

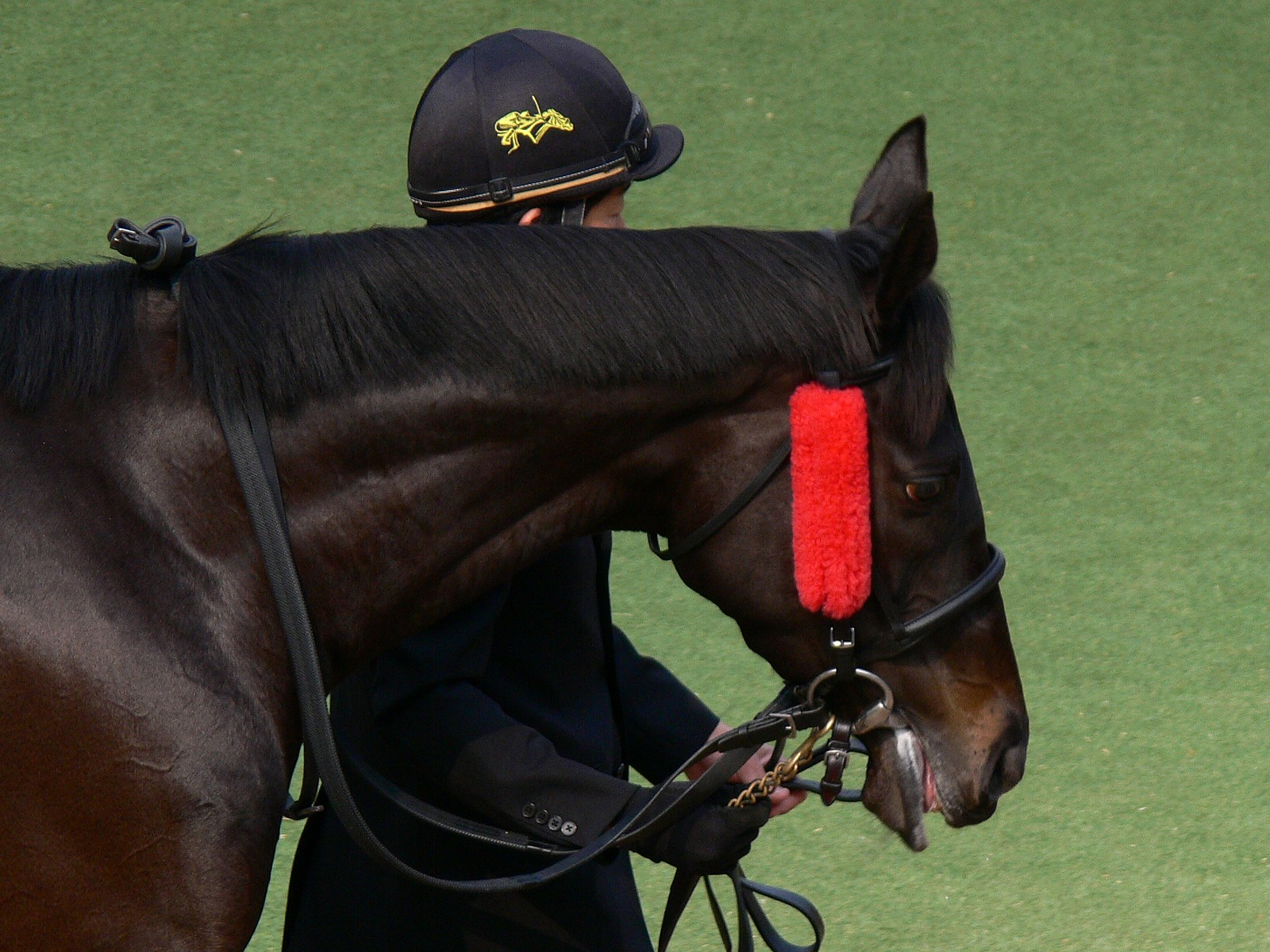

Antolhos é um acessório que se coloca na cabeça de animal de montaria ou carga para limitar sua visão e forçá-lo a olhar apenas para a frente, e não para os lados, evitando que se distraiam ou se espantem e saiam do rumo.